# Полібоя
Полібоя (грец. Polyboia) — персонаж давньогрецької міфології; сестра Гіакінта і його прототип.
За Павсанієм померла незайманою. ЇЇ разом з братом було вознесено на небо процесією олімпійських богів, до якої долучилися Деметра, Персефона, Аїд, Мойри, Ори, Афродіта, Афіна та Артеміда.